# Џозефина Бел
Џозефина Бел псеудоним Дорис Бел Колијер (Josephine Bell, Манчестер, 8. децембар 1897 — 24. април 1987)  била је енглеска лекарка и списатељица. Током свог живота написала је деветнаест романа и четрдесет пет мистериозни романа, као и неколико радио-драма, кратких прича и многобројне текстова за женске часописе.

## Живот и каријера
Детињсто је провела у родном Манчестеру у Енглеској у коме је завршила и основно школовање. Студирала је у школи Годолфин између 1910. и 1916. године Затим се обучавала на Њунем колеџу у Кембриџу до 1919. У болници Универзитетског колеџа у Лондону добила је М.Р.Ц.С. и Л.Р.Ц.П. 1922. године, а М.Б. Б.С. 1924. године.
Године 1923. удала се за др Нормана Дајера Бола и са њим изродила сина и три ћерке. Од 1927. до 1935. године заједно са супругом бавила се медицином у Гриничу и Лондону. Када јој је муж умро, Бел се преселила у Гилфорд у Сарију. Од 1954. до 1962. године била је члан управног одбора болнице Светог Луке.

## Књижевно стваралаштво
Бел је почела да пише детективске романе почев од 1936. под својим псеудонимом Дорис Бел Колијер. Многи њени радови су имали медицинску позадину и/или су  представљали догодовштине измишљеног лекара - др Дејвида Винтрингема, који је радио у Истраживачкој болници у Лондону као млађи помоћник лекара.
Године 1953, Бел је помогла у оснивању Удружења писаца злочина и била њен председник од 1959. до 1960. године.